# Präexistenzlehre
Die Präexistenzlehre besagt, dass die Seele eines Menschen schon vor der Entstehung seines Körpers existierte.
Präexistenzlehren gibt es in verschiedenen philosophischen und religiösen Denkschulen. Grundsätzlich liegt diesen die Vorstellung einer Seele zugrunde, die nicht sterblich und fest an den Leib gebunden ist (Körperseele), sondern die nur vorübergehend im sterblichen Leib inkarniert ist. Eine solche Freiseele benötigt den Körper nicht zwingend, sie kann bereits zuvor existiert haben und auch nach dem Tod des Körpers weiter existieren. Teilweise wird gelehrt, dass die Seele in dieselbe jenseitige Existenz zurückkehre, in der sie bereits vor der Geburt (bzw. Zeugung) gewesen ist. Teilweise wird gelehrt, dass die Seele mehrmals Inkarnationen durchläuft oder durchlaufen kann (Reinkarnation).
Die angenommene körperungebundene Existenz der Seele vor der Inkarnation wird auch Vorleben (im Englischen beforelife, in Analogie zum Begriff afterlife für das Leben nach dem Tod) genannt. Allerdings kann sich das Wort „Vorleben“ je nach Kontext auch auf eine frühere Inkarnation beziehen, sowie auch auf einen früheren Zeitabschnitt eines Menschenlebens, daher ist „Präexistenz“ als Begriff treffender.
Im frühen Christentum war die Präexistenzlehre zunächst eine von mehreren umstrittenen Lehren über die Herkunft der Seele. Sie wurde schließlich von der katholischen Kirche im 6. Jahrhundert als Häresie verurteilt. In anderen Religionen hat sie bis heute Gültigkeit.

## In der griechischen Philosophie
Die abendländische Wurzel der Präexistenzlehre liegt in der antiken griechischen Philosophie. Bereits Pythagoras postulierte, der Mensch bestehe aus Körper und Seele, und nahm an, dass die Seele in ihrem Sein grundsätzlich vom Körper unabhängig sei. Sie sei dem Körper eingepflanzt und habe schon vor dem Körper existiert, aber ohne einen Körper nur ein trübes Traumleben geführt. Nach dem Tode könne sie weiterexistieren und auch nach einem Reinigungsprozess in neue Körper wandern. Siehe auch: Leib-Seele-Problem.
In der platonischen Philosophie wurde dieses Konzept stark weiterentwickelt und steht in enger Verbindung mit Platons Ideenlehre. Im Platonismus ist allein die Seele das wahrnehmende und handelnde Subjekt und der Träger aller Lebensfunktionen, der Körper ist nichts als ein Instrument, das der Seele zeitweise zur Verfügung steht. Die Seele ist unsterblich und existiert sowohl vor der Entstehung des Körpers als auch nach dessen Tod. Gott habe alle menschlichen Seelen zugleich erschaffen. Jede dieser Seelen sei die Verwirklichung einer göttlichen Idee und befand sich ursprünglich in einem idealen Zustand. Ihre vorgeburtliche Existenz bestand nur aus Denken. Indem sich eine Seele verkörpere, komme zum denkenden auch ein fühlendes und ein wollendes Prinzip hinzu, so dass die Seele des verkörperten Menschen quasi aus drei Teilen bestehe. Nur der denkende Teil jedoch sei unsterblich, während die beiden anderen Teile der Seele mitsamt dem Körper vergänglich seien. Die inkarnierte Seele besitze eine Möglichkeit der Erinnerung an ihre vorgeburtliche Existenz: wenn ein Mensch etwas lerne, erinnere sich in Wahrheit seine Seele an Wissen aus der Ideenwelt (Anamnesis).

## Christentum

### Die Präexistenzlehre des Origenes
Die Präexistenzlehre im frühen Christentum geht auf den Kirchenschriftsteller Origenes (185 – um 254) zurück. Dieser war auch durch seine Ausbildung deutlich durch den Platonismus beeinflusst. Er übertrug dabei viele Konzepte aus der griechischen Gedankenwelt in das Christentum, darunter die Dreiteilung des Menschen in Körper (soma), Seele (psyche) und Geist (nous). Origenes lehrte, Gott habe alle Seelen bereits zu Beginn der Schöpfung geschaffen und damit seien Seele und Geist beim Menschen präexistent. Die präexistenten Seelen inkarnieren als Menschen, nachdem sie von Gott abfallen. Origenes lehnte dabei die platonische Lehre von den drei Seelenteilen ab, sowie auch die Lehre des Numenios, nach der der Mensch zwei Seelen habe, eine göttliche und eine niedere, schlechte.
Die Herkunft der Seele aus der immateriellen, göttlichen Welt und die Möglichkeit ihrer Rückkehr in diese Heimat wurde in der Folge auch zu einem Kernpunkt der neuplatonischen Philosophie, wie sie unter anderem Plotin vertrat.

#### Präexistenz der Seele Jesu
Origenes behauptete auch eine Präexistenz Christi in Form einer Präexistenz der Seele Jesu. Anders als die Seelen der Menschen habe sich die Seele Jesu jedoch bereits vor seiner Inkarnation mit dem göttlichen Logos vereinigt, dem „Wort Gottes“, wie es im Johannesevangelium steht (Johannes 1 ). Auf diese Weise begründete Origenes die menschlichen und zugleich göttlichen Eigenschaften Jesu.
Origenes hielt dabei an einem strengen Monotheismus fest, in dem Jesus Christus als menschgewordener Sohn Gottes dem Vater nicht gleichrangig, sondern untergeordnet sei (Subordinatianismus). Diese Ansicht vertraten auch Tertullian (nach 150 – nach 220), der dafür den Begriff Monarchianismus benutzte, und später der Arianismus. Das Erste Nicänische Konzil verbannte diese Lehren im Jahr 325.

### Andere christliche Lehren
Mit seiner Präexistenzlehre stand Origenes im Gegensatz zum Generatianismus, der von Tertullian vertreten wurde und eine Vermittlung der Seele von den Eltern über die Zeugung lehrt. Später postulierte der Kirchenvater Laktanz (um 250 – um 320) eine dritte Lehre über die Herkunft der Seele, nach welcher die Seele im Moment der Zeugung von Gott geschaffen wird, den Kreatianismus.

### Verdammung als Häresie
Im 6. Jahrhundert gab es in Palästina Konflikte zwischen verschiedenen christlichen Gruppierungen. Kaiser Justinian I. (um 482–565), der sich nicht nur als weltlicher Herrscher, sondern auch als Kirchenlehrer profilieren wollte, ergriff dabei Maßnahmen gegen aufständische origenistische Mönche. Er berief im Jahr 543 eine regionale Synode in Konstantinopel ein, bei der das Edikt „Liber adversus Origenem“ verabschiedet wurde, das in neun Punkten nicht-orthodoxe Lehren von Origenes auflistete, darunter die Präexistenzlehre, die als Irrlehren verbannt wurden. Papst Vigilius weigerte sich zu der Synode zu kommen, wurde aber ein Jahr darauf gezwungen, die Synodentexte nachträglich zu unterzeichnen. Im Jahr 553 wurde die Präexistenzlehre auf dem Zweiten Konzil von Konstantinopel endgültig als Häresie verurteilt. Alle Bischöfe des Reiches, auch Papst Vigilius, stimmten der Verdammung (Anathema) zu. Statt der Präexistenzlehre oder dem Generatianismus wurde der Kreatianismus zur verbindlichen Lehrmeinung erklärt. Dennoch sorgte die Präexistenzlehre bis zum Mittelalter immer wieder für Zündstoff.
Die von Origenes gelehrte Präexistenz Christi wurde hingegen nicht in gleicher Weise verworfen wie die Präexistenz der menschlichen Seelen. Bereits im Bekenntnis von Nicäa wurde die Doktrin festgehalten, dass Christus „herabgestiegen und Fleisch geworden ist“, und ein besonderer Zusatz in diesem Bekenntnis besagt, dass die katholische Kirche andere Lehren über die Herkunft Christi verbannt. In fast allen christlichen Gruppierungen blieb es bei der Akzeptanz der Präexistenz Christi.

### Reformierte Theologie
Die reformierten Kirchen übernahmen die Doktrin des Kreatianismus von der katholischen Kirche und lehren daher überwiegend keine Präexistenz der Seele.
Einzelne reformierte Theologen jedoch stellten den Kreatianismus in Frage. Der evangelische Theologe und Philosoph Immanuel Hermann Fichte schlug eine Präexistenz zwar nicht der Seele, aber des Geistes vor. Weitere evangelische Theologen wie Johann Friedrich Bruch, Leopold Immanuel Rückert oder Ludwig Ernesti und zuletzt Til A. Mohr griffen die Präexistenzlehre ebenfalls auf.

### Origenes und die Reinkarnation
Seit dem 20. Jahrhundert versuchen verschiedene Autoren, Origenes auch als Vertreter der Reinkarnation darzustellen. Hierfür finden sich jedoch keine plausiblen Belege. Die Idee, dass sich Seelen auch mehr als einmal inkarnieren könnten, verwarf Origenes vielmehr in seinen Schriften wie Contra Celsum als „albern und gottlos“. Er begründete, dass eine solche Vorstellung „der Kirche Gottes fremd ist und weder von den Aposteln überliefert ist noch irgendwo in den Schriften erscheint“.

## In anderen Religionen
Unter anderem in den folgenden Religionen wird eine Präexistenzlehre vertreten:
- Brahmanismus, Hinduismus, Jainismus (hier durchlaufen Götter, Menschen und Tiere Wiedergeburten, allerdings ist das Konzept des Atman nur bedingt mit dem der Seele zu vergleichen)
- Mahayana-Buddhismus (Inkarnationen göttlicher Wesenheiten durchlaufen Wiedergeburten, ein bekanntes Beispiel ist die Abfolge der Dalai Lamas im Vajrayana-Buddhismus)
- Islam (alle Seelen wurden mit Adam geschaffen und haben sich in einem Urvertrag bereits zu Gott bekannt, siehe Fitra)
- Kabbala im Judentum (die Seelen durchlaufen Wiedergeburten)
- Bahaitum (die Seelen der meisten Menschen sind zwar nicht präexistent, aber die der großen spirituellen Lehrer sind es, und auch Gott ist präexistent)
- Mormonentum (Präexistenz der Seelen vor der Inkarnation, „pre-mortal existence“)

Andere Formen des Buddhismus kennen hingegen kein Konzept eines individuellen Selbsts wie im Hinduismus, sondern ein Konzept eines „Nicht-Selbsts“ (Anatta) und lehren eine Wiedergeburt ohne Seelenwanderung.

## In neuzeitlicher Philosophie
Die deutschen Philosophen Immanuel Kant und Friedrich Schelling griffen die Idee einer Präexistenz der Seele als Hypothese wieder auf.